# Ямы (Псковская область)
Я́мы — деревня в Локнянском районе Псковской области России. Входит в состав Локнянской волости.
Расположена в 8 км к северо-востоку от райцентра Локня. 
Численность населения деревни составляла 47 жителей в 2000 году, 23 жителя в 2011 году.